# Olive et Tom : Le Retour
Olive et Tom : Le Retour (キャプテン翼, Kyaputen Tsubasa) est un dessin animé japonais dont le titre original est Captain Tsubasa: Road to 2002 ou Captain Tsubasa Version 2001.
Le dessin animé reprend en plus court la série Olive et Tom et ajoute la Coupe du monde junior (en France), la carrière d'Olivier au Brésil et en Espagne, l'épopée hollandaise et en route pour 2002. Le dernier épisode se termine sur le coup d'envoi de la Coupe du monde de football 2002 (au Japon) entre le Japon et le Brésil. La série a été diffusée en France sur France 5 dans l'émission Midi les Zouzous en 2002, et en 2004 sur Mangas.

## Voix françaises
- Antoine Nouel : Olivier Atton, Kirk Pearson, Clifford Yuma, M. Louvois, voix off prochain épisode
- Sébastien Desjours : Thomas Price, Danny Melo, Philippe Calahan, Sandy Winter, Nicolas Alliot, Rivaul
- Marie Millet : Patty Gasby, Jenny, Marie Schneider, Karl Heinz Schneider, Alan Pasqual
- Vincent Barazzoni : Bruce Harper, un journaliste, Luciano Leo
- Adrien Antoine : Mark Landers, Arthur, Alan Crocker
- Luc Boulad : Ben Becker, le commentateur, Johnny Messon
- Sébastien Davis : Ed Warner, Julian Ross, Paul Diamond
- Monika Lawinska : Mme Atton, Mlle Daisy, Mme Landers
- Carole Demine : rôle inconnu

Source.

## Épisodes[2](Titre vf/Titre original)
- Saison 1 (Épisodes 01 à 19) : Road to Dream (remake de la série originale Olive et Tom)
- Saison 2 (Épisodes 20 à 35) : Road to Sky (remake de Shin Captain Tsubasa)
- Saison 3 (Épisodes 36 à 52) : Road to Victory

1. Là où tout commence / En route vers le rêve ! (Road to Dream)
2. Le passé de Roberto / La rencontre de Roberto ! (Roberto to no deai)
3. Un retour attendu / Le retour de Ben Becker ! (Kaettekita Misaki Tarô)
4. Graines de champions / Le flamboyant Mark ! (Honoo no Kojirô)
5. Une équipe soudée / Olivier devient captaine ! (Tanjou ! Captain Tsubasa)
6. Un début palpitant / Le "Lever de rideau" du championnat national de football ! (Kaimaku ! Zen Nippon shônen soccer takai)
7. L’As de glace / L'as de verre ! (Glass no ace)
8. La maladie de Julian / Relève-toi, Julian Ross ! (Tachiagare ! Misugi Jun)
9. Le choc Olivier – Mark / Le duel ! Olivier contre Mark ! (Gekitotsu ! Tsubasa tai Hyûga)
10. Une finale mouvementée / Une finale très disputée ! (Shakunetsu no keshôsen)
11. Au revoir Roberto / Au revoir Roberto ! (Sayonara Roberto)
12. Un retour en arrière / Le coup d'envoi d'un nouvel avenir ! (Asu e no kick-off)
13. L’absence de Mark / Le "Tir du Tigre" sous la tempête ! (Arashi no Tiger Shoot)
14. Le géant de Nagasaki / Le défi de Clifford ! (Jitô kara no chôsenjyou)
15. Les Montagnards / Le N°10 du pays des neiges ! (Yukiguni no atsuki ban)
16. Un entêtement incroyable / Le triste arrêt imposé par le docteur ! (Munen no Doctor stop)
17. Le défi de Mark Landers / La finale ! Nankatsu vs Tôhô ! (Kessen ! Nankatsu tai Tôhô)
18. Une volonté de fer / La "Feuille Morte" du jeune garçon ! (Shônen no Drive Shoot)
19. Le retour d’Olivier / Reviens, Tsubasa ! (Yomigaere ! Tsubasa !)
20. Le départ / L'entrée en jeu de l'équipe junior du Japon ! (Shido ! Nippon Jr# Youth !)
21. L’humiliation / L'humiliante expédition ! (Kutsujoku no Enseishiai)
22. Le retour du numéro 10 / Le glorieux n°10 ! (Eikô no Sebangô)
23. La paire en or à nouveau réunie / Le retour du "Golden Combi" ! (Golden Combi Fukkatsu !)
24. A l’assaut de la défense italienne / Le "dieu protecteur" de l'Italie ! (Italia no Shugoshin)
25. Argentine contre Japon / Juan Dias, le prodige ! (Tensai Juan Dias)
26. L’artiste des terrains / La brillante "Tour de Contrôle" ! (Karenaru shireitô)
27. Une sanction sévère / Le regretté carton jaune ! (Tsukon no Yellow Card)
28. Les prolongations / Une séance de tirs au but très serrée ! (Hokori takaki PK Sen)
29. La finale de la coupe du monde junior / La finale ! Japon vs Allemagne ! (Kessen ! Nippon tai Deutsch )
30. Le message de Roberto / idem (Roberto kara no dengen)
31. Une finale d'anthologie / Brillez, équipe junior du Japon ! (Kagayake ! Nippon Youth)
32. Olivier chez les brésiliens / Vers de nouveaux ennuis ! (Aratanaru pinch he)
33. Un duel attendu / Le "Soccer Cyborg" (Le cyborg du football !) (Soccer Cyborg)
34. L’arrivée de Santana / Santana, le fils de dieu ! (Kami no ko Santana)
35. L’éclat de Rosario / La brillance du rosaire ! (Rosario no kagayaki)
36. La nouvelle terre promise / Le nouvel horizon tant rêvé ! (Yume ni mita shitenchii)
37. L’arrivée de Marc à la Juve / Hyûga à la conquête de son futur ! (Hyûga mirai he no chôsen)
38. Les retrouvailles / L'âge d'or de l'espoir ! (Kibô no Golden Age)
39. L’invité de dernière minute / L'arrivée de Shingo Aoi ! (Aoi Shingo Tojô)
40. La vague orange / La nouvelle équipe junior du Japon ! (Shin Zen Nippon Youth)
41. Une défense impressionnante / L'effondrement du mur hollandais ! (Kuzuse ! Hollanda no Kabe)
42. Remise en question / Nouveau départ vers le monde ! (Sekai he no restart)
43. L’Aigle catalan / Le faucon "Catalan" ! (Catalonia no Taka)
44. Ça commence très fort / En route vers le "lever de rideau" ! (Kaimaku he mukatte hashire)
45. Ça devient sérieux / Un verdict impitoyable ! (Hijô no senkoku)
46. Le pont de l'espoir / Traverse le pont de l'espoir ! (Kibô no hashi wo watare)
47. Les débuts italiens de Marc / Le début de la carrière italienne de Hyûga ! (Hyûga Italian "Debut")
48. La tristesse du buteur / Le tir du désespoir ! (Namida no Strike)
49. Pari presque tenu / Objectif : 10 Buts - 10 passes décisives ! (Nerae ! 10 Goal 10 Assist)
50. Hambourg contre Bayern / Combat contre un vieil ennemi ! (Shukuteki to no tatakai)
51. Un vieux compte à régler / La photo que j'admire ! (Akogare no Pic)
52. Le début d'une grande carrière / Le soldat du terrain ! (Soldier of Field)

## Génériques
Thèmes d'ouverture
- Dragon Screamer (éps 1 à 35), par DA PUMP
- Our Relation (éps 36 à 52), par Eriko Imai

Thèmes de fin
- Feel So Right (éps 1 à 13), par MAX
- Katsu (勝?) (éps 14 à 26), par London Boots Ichi-gō Ni-gō (en)
- Keep On Going (éps 27 à 39), par Atsuko Enomoto
- Break Off!! (éps 40 à 52), par DASEIN (ja)